# Via Postumia

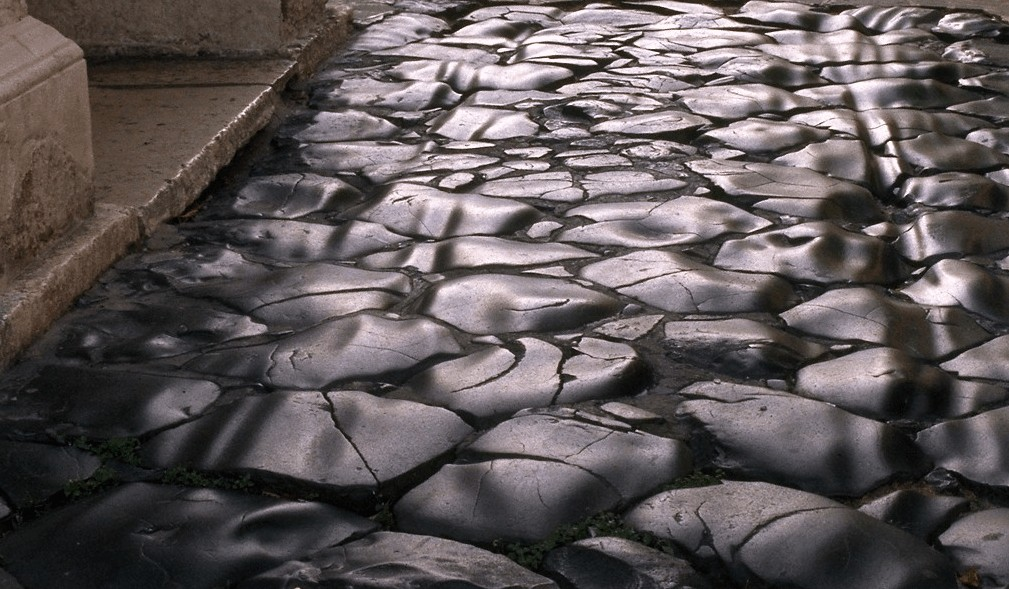
Zrekonstruowany fragment Via Postumia pod łukiem Arco dei Gavi w Weronie

Via Postumia – droga rzymska na północy Italii, przecinająca Galię Przedalpejską. 
Nazwa jej pochodzi od konsula Spuriusza Postumiusza, który zapoczątkował budowę tego szlaku w 148 p.n.e. Początkowo prowadziła z Genui przez Dertonę do Placentii. Później bieg jej przedłużono przez Cremonę, Veronę i Patavium aż do Akwilei. 
Powstanie jej łączy się z ekspansją Rzymian na ziemiach liguryjskich i ludów alpejskich. Strategiczny cel i znaczenie tego szlaku o łącznej długości 352 mil rzymskich (ok. 521 km) polegało na połączeniu rejonu północnego Adriatyku z Zatoką Liguryjską. Zapewniał również on bezpieczny i trwały dostęp do samej Genui, stanowiącej ważny punkt dla rozwoju późniejszej komunikacji z Galią Zaalpejską. 